# 三津山
三津山（みつやま）は、光崎検校作曲の三下がり手事物に、八重崎検校が箏の手をつけた京風手事物である。。大和三山の妻争いの説話に基づく長大な歌詞をもつ。

## 歌詞
足引きの大和の国 三津山の昔を語るに

　　　よも古へに楢の葉や 膳夫の公成といふ人ありけり

　　　その頃耳成の里に桂子と申す女あり

　　　また畝傍の里に桜子といへる優女ありしに

　　　かの膳夫の公成に 契りをこめて玉櫛笥

　　　二道かくる(かける)蜘蛛(ささがに)の いと浅からぬ思ひ夫

　　　月の夜雨の夜半とても 心を染めて通ふ神

　　　住家も二つの里なれば 月よ花よと争ひしに

　　　かの桜子になびきてぞ

　　　耳成の里へは来ざりける

　　　そのとき桂子恨み侘び さてはわが身も変わる世の(夜の)

　　　夢も暫しの桜子に心を寄せてこなたをば忘れ偲ぶの軒の草

　　　はや離れがれになりぬるは もとよりも頼まれぬ二道なれば

　　　このままに住み果つべしと思ひきや

　　　ただ何事も時に従ふ世の習い ことさら春の頃なれば

　　　盛りなる桜子に移る人をば恨むまじ

　　　われは花なき桂子の わが身を知れば春ながら秋にならんも理や

　　　さるほどに起きもせず 寝もせで夜半を明かしては

　　　春のものとて長雨降る夕暮に立ち出でて 入相もつくづくと

　　　南は香具山 西は畝傍の山に咲く 桜子の里見れば

　　　さらに他目も花やかに 羨ましくぞ思ほゆる

　　　あら恐ろしの山風や われは畝傍の里に住む桜子といふ者なるが

　　　かやうに物に狂ふぞや 因果の花につき慕ふ 嵐をよけてたび給へ

　　　光り散る月の桂も花ぞかし

　　　もとより(もとよりも)時ある(なる)春の花 咲くは僻事なきものを

　　　花もの言はずと聞きつるに など言の葉を聞かすらん

　　　春いくばくの身にしありて 影唇を動かすなり

　　　さて花は散りてもまたもや咲かん

　　　春は年どし 頃は弥生の 雲となり桜子 雲となり桜子

　　　花は根に帰り 妬さも妬し後妻を打ち散らし打散らす

　　　打てども去らぬは煩悩の犬桜花に伏して泣き叫ぶ 悩み乱るる花心

　　　有明桜 光り添ふ月の桂子 一つ夜に 二道かくる三つの山

　　　争ひ立つや春霞 天の香具山 畝傍山 たなびき染めて耳成山

　　　春の夜満ちてほのぼのと 東雲の空となりにけり

## 演奏例
- 都山流尺八